# Хлорит серебра
Хлорит серебра — неорганическое соединение,
соль серебра и хлористой кислоты
с формулой AgClO2,
жёлтые кристаллы,
слабо растворяется в воде.

## Получение
- Обменная реакция растворов хлорита натрия и нитрата серебра:

{\displaystyle {\mathsf {NaClO_{2}+AgNO_{3}\ {\xrightarrow {90-95^{o}C}}\ AgClO_{2}\downarrow +NaNO_{3}}}}

## Физические свойства
Хлорит серебра образует жёлтые кристаллы
ромбической сингонии, пространственная группа P cca, параметры ячейки a = 0,607 нм, b = 0,668 нм, c = 0,613 нм, Z = 4
.
Слабо растворяется в воде, р ПР = 3,7.
При температуре 105°С разлагается со взрывом.